# Пещера Форт-Рок
Пещера Форт-Рок — природный и археологический памятник. Здесь находилось древнейшее человеческое жилище на территории Орегона (США), здесь обнаружены сандалии возрастом в 10 тыс. лет (древнейшая сохранившаяся обувь в мире).
Пещера расположена примерно в 0,8 км к западу от вулканического образования (туфового кольца) Форт Рок близ ранчо ковбоя-писателя Руба Лонга (en:Reub Long) в округе Лейк (штат Орегон).
Археолог из Орегонского университета Лютер Крессман (en:Luther Cressman), известный как первый супруг антрополога Маргарет Мид, проводивший здесь раскопки в 1938 году, датировал следы человеческого обитания в пещере возрастом 13 200 лет назад. Команда Крессмана также обнаружила многочисленные образцы сандалий, сплетённых из коры полыни, под слоем вулканического пепла, образовавшимся в результате извержения около 7600 лет назад. Согласно радиоуглеродной датировке, указанным сандалиям не менее 10 тыс. лет. В настоящее время они выставлены в Музее естественной и культурной истории Орегонского университета в г. Юджин, штат Орегон. В пещере обнаружены и другие артефакты, в том числе корзины и каменные орудия.